# Phaeophilacris pilifera
Phaeophilacris pilifera är en insektsart som först beskrevs av Lucien Chopard 1952.  Phaeophilacris pilifera ingår i släktet Phaeophilacris och familjen syrsor. Inga underarter finns listade i Catalogue of Life.